# Генрих Дмоховський
Генрих Михайлович Дмоховський (біл. Генрых Дмахоўскі; він же Генрик Дмуховський, Генрі Д. Сандерс; 14 (26) жовтня 1810 — 14 (26) травня 1863) — учасник національно-визвольного руху на землях Білорусі, Литви та Польщі у 1830-1860-ті роки. Скульптор.

## Біографія
Походив з дворянської родини. Після закінчення природничого факультету Віленського університету (1828) приєднався до повстання 1830-1831, брав участь у партизанських діях на кордоні Російської імперії. Після поразки повстання загін Г. Дмоховського був змушений відступити на Полісся, а потім на Волинь, звідти в Галичину (на територію Австро-Угорщини). Австро-угорська влада заарештувала Г. Дмоховського, суд засудив його до ув'язнення, яке відбув у 1834-1841 роках у фортеці Куфтайн. Після звільнення жив у Франції, навчався в художній школі, відвідував майстерні відомих скульпторів.
В 1846 році брав участь у вуличних боях у Львові. У 1852 році опинився в США під ім'ям Генрі Д. Сандерс. Для будівлі конгресу (у Вашингтоні) створює бюсти Джорджа Вашингтона, Томаса Джефферсона, Бенджаміна Франкліна, Тадеуша Костюшко. Ці бюсти і сьогодні прикрашають приміщення Конгресу США. В цей час він робить медальйон з силуетами страчених декабристів, бюст Л. Кошута, скульптурну групу "Гарібальді з воїнами". У США померли його дружина і діти, поховані в Філадельфія, на могилах Г. Дмоховським поставлено пам'ятник.
По смерті рідних, у травні 1861 року (4 роки тривала бюрократична тяганина — поки йому дали дозвіл виїхати з США) Г. Дмоховський відкрив скульптурне ательє у Вільнюсі. Серед кращих творів, зроблених у цей час, — модель надгробного пам'ятника Варвари Радзивілл, фігура Св. Владислава для Віленської кафедри, пам'ятник Владислава Сирокомлі. Обраний товариством дійсним членом Віленської археологічної комісії.

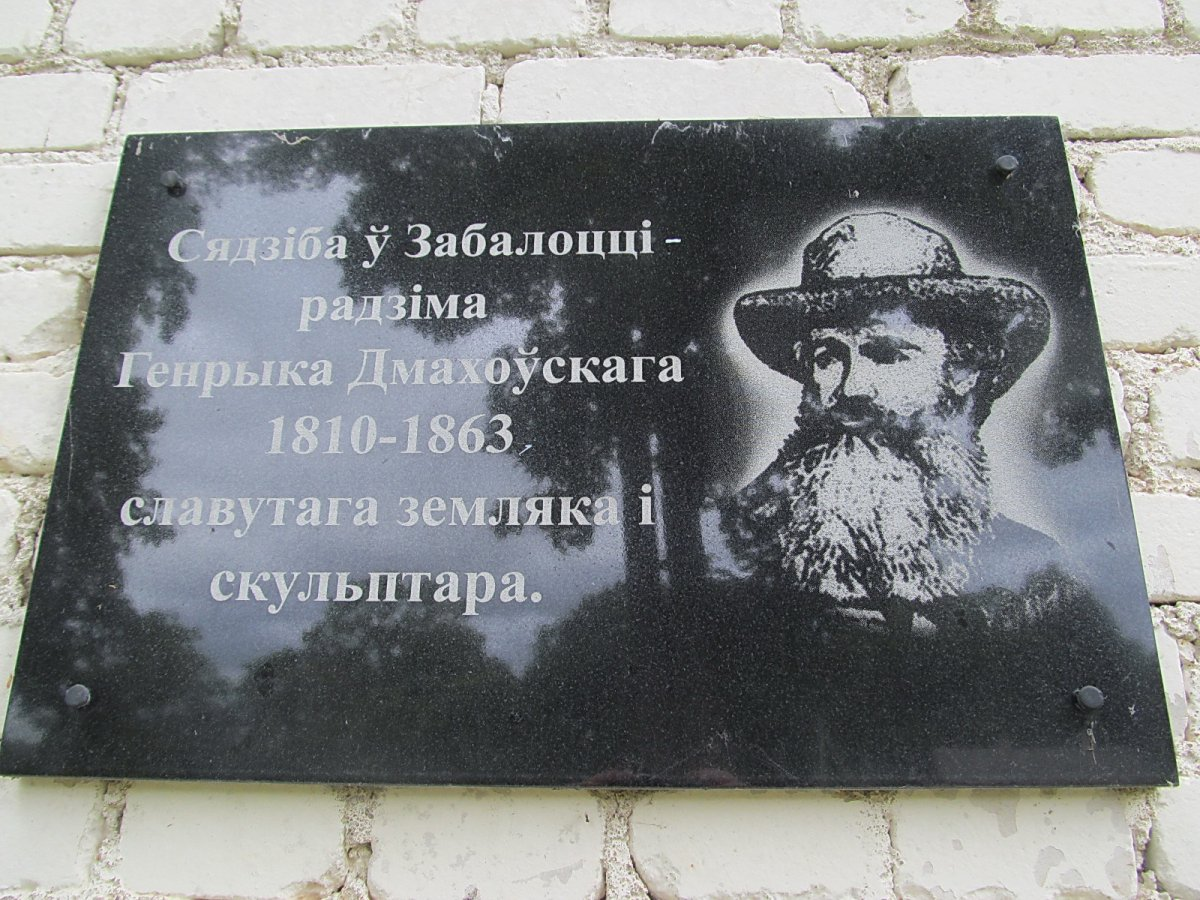
Меморіальна дошка на будівлі бібліотеки в Заболотті, на місці якої стояв садибний будинок Дмоховських

Під час повстання 1863-1864 Г. Дмоховський став повстанським комісаром Дісненського повіту. Загинувши 26 травня 1863 року в одному з перших боїв з російськими військами біля фільварку Поріччя. Похований на Курганному могильнику біля села Бірулі Докшицького району Вітебської області. У травні 2020 на могилі Г. Дмоховського встановлено пам'ятник.